# Общославянски лингвистичен атлас
Общославянски лингвистичен атлас (ОЛА) — международен проект за изследване и лингвистично картографиране на фонетични, лексически и граматически черти на всички славянски езици. Атласът покрива територията на всички славянски страни — около 850 населени пункта. Това е един от най-големите международни изследователски проекти в областта на диалектологията и лингвистичната география, както по отношение на разглежданата територия, така и по количеството на езиците.
Работата върху Общославянския лингвистичен атлас  започва съгласно решението на IV Международен конгрес на славистите (Москва, септември 1958 г.). Към Международния комитет на славистите се организира Комисия по ОЛА, в която влизат изтъкнати слависти от различни държави.
Диалектният материал за ОЛА се натрупва основно през 1965—1975 г. За пръв път в историята на славянското езикознание всички славянски езици и диалекти се изследват по една и съща програма и в една и съща транскрипция на огромна територия, която те заемат в Европа (в Русия картата на ОЛА обхваща само европейската ѝ част).
От 1965 г. се издава сборник «Общославянски лингвистичен атлас. Материали и изследвания». Към 2011 г. има издадени 27 сборника със статии.
Обектът на ОЛА е групата на славянските езици в тяхната съвкупност, а не отделни езици. Това определя качественото своеобразие на Атласа, тъй като при такъв подход се променя обектът на картографирането: ако националните атласи проучват диалектните различия в рамките на даден език, които имат национално значение, то в ОЛА се картографират различията в границите на цялата Славянска група езици, които имат общославянско значение.
Понастоящем в създаването на ОЛА вземат участие: Академията на науките и изкуствата на Босна и Херцеговина, Българската академия на науките, Академията на науките на Чехия, Македонската академия на науките и изкуствата, Словенската академия на науките и изкуствата, Националната академия на науките в Беларус, Националната академия на науките в Украйна, Полската академия на науките, Руската академия на науките, Сръбската академия на науките и изкуствата, Сръбския институт (Бауцен, Германия), Словашката академия на науките, Черногорската академия на науките и изкуствата и Хърватската академия на науките и изкуствата.

## Виж също
- 50-и международен конгрес на Европейския лингвистичен атлас

## Препратки
- Сайт на Общославянския лингвистичен атласАрхив на оригинала от 2021-04-10 в Wayback Machine.
- Сайт на Общославянския лингвистичен атлас — Любляна (бълг. език)Архив на оригинала от 2008-02-17 в Wayback Machine.
- БАН - Лингвистични атласи
- Общеславянский лингвистический атлас. Болгарские материалы / Т. И. Вендина, 2013, Достъпно от: Електронна библиотека на БАН